# Юзеф Точинський
Юзеф Точинський (пол. Józef Toczyski; (бл. 1826 — 5 серпня 1864, Варшава) — польський революціонер, активіст патріотичного руху, член Національного польського уряду (пол. Rząd Narodowy) під час січневого повстання 1863 року.

## Біографія
За професією — бухгалтер. Працював в сільськогосподарському товаристві, яке займалося скупкою поміщицьких земель.
У 1846 року був заарештований за підпільну революційну діяльність та засуджений до 10 років каторжних робіт. У 1848 році засланий до Сибіру в арештантські роти, повернувся на батьківщину у 1857 році.
Під час польського січневого повстання 1863 року був головним касиром в Міністерстві фінансів, пізніше за часів диктатури Ромуальда Траугутта очолив фінансовий департамент Національного польського уряду.
29 січня 1864 року був заарештований. Перебував в ув'язненні під судом у X павільйоні Варшавської цитаделі. Засуджений до смертної кари через повішення, і о десятій годині ранку, 5 серпня 1864 року повішений разом з іншими членами польського Національного уряду: Ромуальдом Траугуттом, Романом Жулінським, Рафалом Краєвським та Яном Єзьоранським. Усіх їх символічно вшанували на могилі доньки Траугутта, Алоїзи, на Повонзківському цвинтарі у Варшаві.

## Вшанування

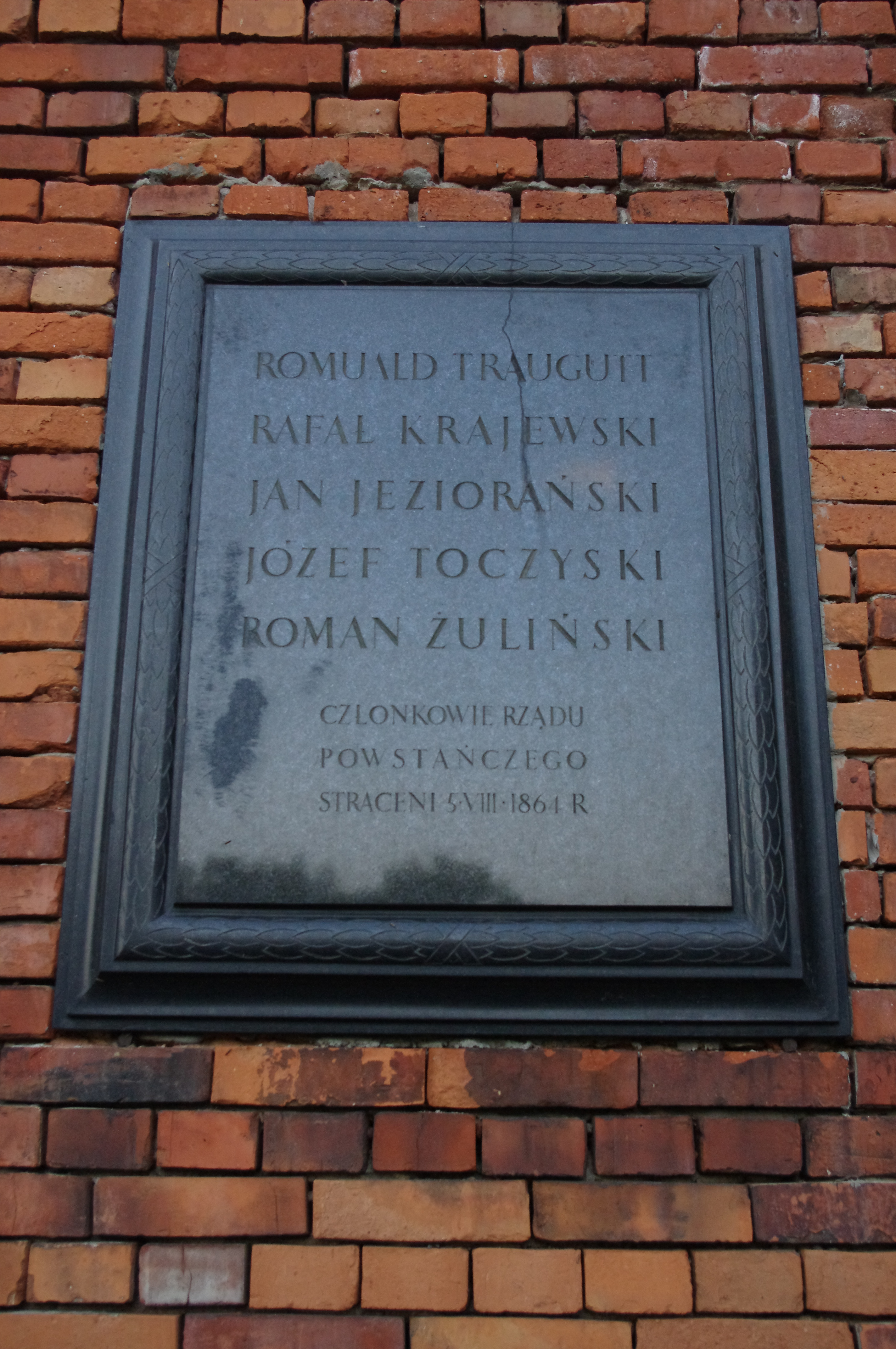
Меморіальна таблиця, вмурована в стіну Варшавської цитаделі, прямо за руїнами шибениці, де було страчено членів польського національного уряду

- Меморіал на місці страти членів Національного уряду у січневому повстанні 1863 року: Ромуальда Траугута, Рафала Краєвського, Юзефа Точинського, Романа Жулінського та Яна Єзоранського (нині — парк імені Ромуальда Траугутта у Варшаві).
- Меморіальна таблиця, вмурована в стіну Варшавської цитаделі, прямо за руїнами шибениці, де в період поділу загинули борці за національне визволення та соціальні зміни. Таблиця вшановує членів уряду Січневого повстання, страчених 5 серпня 1864 року.
- 1933 року одну з вулиць на Скнилівку у Львові названо на честь Юзефа Точинського. Від 1946 року — вулиця Садова[1].